# اچ‌ام‌اس پمبروک (۱۶۹۴)
اچ‌ام‌اس پمبروک (۱۶۹۴) (به انگلیسی: HMS Pembroke (1694)) یک کشتی بود که طول آن ۱۴۵ فوت (۴۴٫۲ متر) بود.